# IF Limhamn Bunkeflo
Der Idrottsförening Limhamn Bunkeflo ist ein schwedischer Fußballverein aus Malmö.

## Geschichte
Der IF Limhamn Bunkeflo wurde am 1. Januar 2008 als Zusammenlegung der Fußballmannschaften von Bunkeflo IF und Limhamns IF gegründet. Er übernahm den Platz von Bunkeflo IF in der zweitklassigen Superettan. Die zusammengelegte Mannschaft erreichte in ihrer ersten Spielzeit den 13. Tabellenplatz und musste damit in Relegationsspielen gegen Vasalunds IF antreten. Nach einem 0:0-Unentschieden im Auftaktspiel stieg der Klub nach einer 1:4-Niederlage in die Drittklassigkeit ab. Dort platzierte sich die Mannschaft in den folgenden Spielzeiten im mittleren Tabellenbereich.